# Alizée en concert
En Concert es el nombre del tercer álbum de Alizée, presentando escenas seleccionadas de sus 43 conciertos por Francia, algunos en Bélgica y Suiza. La gira comenzó con un concierto el 26 de agosto de 2003 en el Olympia y concluyó en Le Zénith, ambas salas en París, el 17 de enero de 2004. Lanzado el 18 de octubre de 2004 en formato de CD o DVD.
El disco contenía canciones de sus dos anteriores álbumes, el DVD tenía las presentaciones en vivo de las canciones, ensayos de una de sus canciones y la realización de algunos de sus vídeos musicales. El disco se posicionó el trigésimo octavo lugar en los más vendidos de Francia mientras que el DVD llegó al primer lugar.
El disco compacto y el DVD (junto con sus otros dos álbumes) fueron relanzados en 2007 por Universal Music México (debido a la popularidad alcanzada por Alizée en este país) como un paquete de DVD+CD. Los discos compactos y el DVD llegaron a la cima de las listas de ventas el 28 de mayo de 2007, manteniéndose bastante tiempo en esa posición.
Letras: Mylène Farmer,
Música: Laurent Boutonnat y Loïc Pontieux 

## Canciones
1. Intralizée - 1:50
2. L'Alizé - 4:41
3. Hey! Amigo! - 3:54
4. Toc de Mac - 4:30
5. J'en Ai Marre! - 5:45
6. Lui Oi Toi - 4:20
7. Gourmandises - 4:25
8. L'e Mail A Des Ailes
9. Mon Maquis - 4:54
10. J.B.G. - 3:30
11. Moi... Lolita - 5:51
12. Amélie M'a Dit - 3:52
13. Parler Tout Bas - 5:21
14. C'est Trop Tard - 4:23
15. Youpidoo - 4:17
16. Tempête - 4:44
17. A Contre Courant - 7:30
18. J'ai Pas Vingt Ans

## Fechas de la gira de Alizée
| - Août - Septembre 2003           |         |       |
| Mardi 26 août 2003                | OLYMPIA | PARIS |
| Mercredi 27 août 2003             | OLYMPIA | PARIS |
| Samedi 30 août 2003               | OLYMPIA | PARIS |
| Domingo 31 de agosto de 2003      | OLYMPIA | PARIS |
| Martes 2 de septiembre de 2003    | OLYMPIA | PARIS |
| Miércoles 3 de septiembre de 2003 | OLYMPIA | PARIS |
| Jueves de 4 de septiembre de 2003 | OLYMPIA | PARIS |

| - Octubre de 2003             |                   |             |
| Viernes 10 de octubre de 2003 | Le Zénith         | ROUEN       |
| Sábado 11 de octubre de 2003  | Le Zénith Arena   | LILLE       |
| Domingo 12 de octubre de 2003 | Forest National   | BRUXELLES   |
| Martes 14 de octubre de 2003  | Galaxie           | AMNÉVILLE   |
| Viernes 17 de octubre de 2003 | Palais des Sports | LIMOGES     |
| Sábado 18 de octubre de 2003  | Le Zénith         | PAU         |
| Domingo 19 de octubre de 2003 | Le Zénith         | TOULOUSE    |
| Martes 21 de octubre de 2003  | Le Dôme           | MARSEILLE   |
| Viernes 24 de octubre de 2003 | Zénith Oméga      | TOULON      |
| Sábado 25 de octubre de 2003  | Palais Nikaia     | NICE        |
| Domingo 26 de octubre de 2003 | Zénith Sud        | MONTPELLIER |

| - Noviembre de 2003              |                       |             |
| Martes 11 de noviembre de 2003   | Aréna                 | GENÈVE      |
| Viernes 14 de noviembre de 2003  | Le Zénith             | CAEN        |
| Sábado 15 de noviembre de 2003   | Antares               | LE MANS     |
| Dimanche 16 noviembre 203        | Le Zénith             | ORLÉANS     |
| Mardi 18 de noviembre de 2003    | Parc des Expositions  | TOURS       |
| Vendredi 21 nov. 2003            | Palais des Spectacles | ST ETIENNE  |
| Samedi 22 de noviembre de 2003   | Summum                | GRENOBLE    |
| Dimanche 23 de noviembre de 2003 | Halle Tony Garnier    | LYON        |
| Mardi 25 de noviembre de 2003    | Halle olympique       | ALBERTVILLE |
| Vendredi 28 de noviembre de 2003 | Micropolis            | BESANÇON    |
| Samedi 29 de noviembre de 2003   | Rhénus                | STRASBOURG  |
| Dimanche 30 de noviembre de 2003 | Parc des Expositions  | MULHOUSE    |

| - Décembre 2003           |                      |                   |
| Mardi 2 décembre 2003     | Parc des Expositions | DIJON             |
| Vendredi 5 décembre 2003  | Le Zénith            | NANCY-MAXEVILLE   |
| Samedi 6 décembre 2003    | Parc des Expositions | CHALON S/SAONE    |
| Dimanche 7 décembre 2003  | Parc des Expositions | CLERMONT-FERRAND  |
| Mardi 9 décembre 2003     | Parc des Expositions | PÉRIGUEUX         |
| Vendredi 12 décembre 2003 | Parc des Expositions | LANGOLVAS-MORLAIX |
| Samedi 13 décembre 2003   | Parc des Expositions | LORIENT-LANESTER  |
| Dimanche 14 décembre 2003 | Docks Océane         | LE HAVRE          |
| Mardi 16 décembre 2003    | Parc des Expositions | LA ROCHELLE       |
| Vendredi 19 décembre 2003 | Elispace             | BEAUVAIS          |
| Samedi 20 décembre 2003   | Parc des Expositions | REIMS             |

| - Janvier 2004         |           |       |
| Samedi 17 janvier 2004 | Le Zénith | PARIS |

Conciertos cancelados
En esta gira, Alizee canceló 2 de sus conciertos; el primero se iba a realizar el 12 de septiembre de 2003 en Liége, Bélgica el cual se anunció pero nunca salieron los boletos a la venta. Y el segundo concierto se iba a realizar el 10 de enero de 2004 en Cannes, Francia pero se canceló durante la gira, las causas son desconocidas hasta ahora. Si no se hubieran cancelado estos 2 conciertos, Alizée hubiera dado 45 conciertos en vez de 43.